# Гор II
Гор II — давньоєгипетський фараон пізньої XIII династії. Правив тільки Середнім та Верхнім Єгиптом.